# Cá nóc tro
Cá nóc tro, còn gọi là cá nóc đầu thỏ mắt to, tên khoa học là Lagocephalus lunaris, là một loài cá biển thuộc chi Lagocephalus trong họ Cá nóc. Loài này được mô tả lần đầu tiên vào năm 1801.

## Từ nguyên
Tính từ định danh lunaris trong tiếng Latinh có nghĩa là "như trăng lưỡi liềm", hàm ý đề cập đến vây đuôi của loài cá này lõm sâu vào trong tạo thành hình lưỡi liềm.

## Phạm vi phân bố và môi trường sống
Cá nóc tro được phân bố rộng khắp khu vực Ấn Độ Dương - Thái Bình Dương, ngược lên phía bắc đến vịnh Ba Tư và vùng biển phía nam Nhật Bản và Hàn Quốc, xa về phía đông đến Biển Đông, giới hạn phía nam đến Úc và Nam Phi.
Cá nóc tro sống trên nền đáy bùn hoặc cát, cũng có thể được bắt gặp ở khu vực cửa sông và rừng ngập mặn, được tìm thấy ở độ sâu khoảng từ 5 đến ít nhất là 150 m.

## Mô tả
Chiều dài cơ thể lớn nhất được ghi nhận ở cá nóc tro là 45 cm. Thân có nhiều gai nhỏ.
Số tia vây ở vây lưng: 11–13; Số tia vây ở vây hậu môn: 10–12; Số tia vây ở vây ngực: 16–18.

## Sinh thái học
Thức ăn chủ yếu của cá nóc tro là các loài thủy sinh không xương sống như giun nhiều tơ và tôm.

## Thương mại
Ở Việt Nam, mặc dù được đánh giá là có độc tính rất mạnh, nhưng cá nóc tro là một loài có năng suất khai thác cao và chiếm tỉ lệ lớn trong sản lượng khai thác.
Còn ở Thái Lan, cá nóc vàng được đánh giá là loài không có độc, và được chế biến dưới dạng cá viên.
Ở khu vực vịnh Ba Tư, cá nóc tro không được quan tâm trong ngành thủy sản, nhưng có thể được nuôi cá cảnh.